# Union nationale des travailleurs (Sainte-Lucie)
Pour les articles homonymes, voir Union nationale des travailleurs.
La National Workers' Union (NWU - Union nationale des travailleurs) est une confédération syndicale de Sainte-Lucie fondée en 1973. Elle est affiliée à la Confédération syndicale internationale et à la Confédération syndicale des travailleurs et travailleuses des Amériques.